# Шевченко Володимир Якович
Володимир Якович Шевченко (28 (15 за ст.ст.) липня 1897 — 17 липня 1966) — український військовик, сотник Армії УНР.

## Життєпис

Студенти Української господарської академії в Подєбрадах, зліва направо сидять: Архип Кмета, Андрій Глувківський, Євген Ґловінський, Володимир Шевченко і Болеслав Залевський. Стоять: Іван Зварич, Стах Васьківський, Євген Чернявський і Спиридон Довгаль.

Народився у с. Пісочин під Харковом. Закінчив 2-гу Харківську гімназію, 2-гі курси Ново-Олександрівського сільськогосподарського інституту (Харків), Сергіївське Одеське артилерійське училище (1 липня 1917). Останнє звання у російській армії — прапорщик.
Станом на 6 червня 1920 р. — командир кінного полку Гайсинсько-Брацлавської бригади отамана Волинця. З 23 жовтня 1920 р. перебував на посаді т. в. о. командира 3-ї легкої кінної батареї 9-го артилерійського куреня 3-ї Залізної дивізії Армії УНР.
28 червня 1922 р. закінчив Академічні курси Генерального штабу Армії УНР.
З 1923 р. жив на еміграції у Чехословаччині. З кінця 1929 р. очолював т. зв. «сектор досліджень» Генерального штабу Військового міністерства УНР в екзилі, що збирав інформацію про становище в Радянському Союзі.
У 1930 р. закінчив агрономічний відділ Української господарської академії в Подєбрадах. 
У 1944 р. виїхав до Німеччини, а звідти емігрував до США. 
Помер 17 липня 1966 р. та похований у США.